# Поморський воєвода
Помо́рський воєво́да (лат. Palatinus Posnaniensis, пол. Wojewoda Poznańskski) — регіональний уряд (посада) в Короні Польській Речі Посполитої. Голова Поморського воєводства та один із його сенаторів — представників воєводства в сенаті Речі Посполитої. 

## Воєводи
| 1454—1461                                               | Йоганн фон дер Яне         |
| з роду Яне гербу Остоя.                                 |                            |
|                                                         |                            |
| 1467—1477                                               | Отто Махвич                |
| з роду Махвичів власного гербу.                         |                            |
|                                                         |                            |
| 1478—1483                                               | Фабіан Легендорф-Мговський |
| з роду Мговських власного гербу.                        |                            |
|                                                         |                            |
| 1483—1484                                               | Ян Баєрський               |
| з роду Баєрських власного гербу.                        |                            |
|                                                         |                            |
| 1485—1509                                               | Миколай Вулковський        |
| з роду Вулковських гербу Хомонто.                       |                            |
|                                                         |                            |
| 1511—1516                                               | Миколай Шпот з Крайови     |
| з роду Шпотів гербу Шпот.                               |                            |
|                                                         |                            |
| 1518—1543                                               | Єжи Конопацький            |
| з роду Конопацьких гербу Одвага.                        |                            |
|                                                         |                            |
| 1544—1545                                               | Миколай Дзялинський        |
| з роду Дзялинських гербу Огоньчик.                      |                            |
|                                                         |                            |
| 1545—1546                                               | Ян Соколовський            |
| з роду Соколовських гербу Пом'ян.                       |                            |
|                                                         |                            |
| 1546—1551                                               | Станіслав Костка           |
| з роду Косток гербу Домброва.                           |                            |
|                                                         |                            |
| 1551—1556                                               | Ян Дзялинський             |
| з роду Дзялинських гербу Огоньчик.                      |                            |
|                                                         |                            |
| 1556—1565                                               | Фабіан Чема                |
| з роду Чемів власного гербу.                            |                            |
|                                                         |                            |
| 1566—1576                                               | Ахацій Чема                |
| з роду Чемів власного гербу.                            |                            |
|                                                         |                            |
| 1577—1594                                               | Кшиштоф Костка             |
| з роду Косток гербу Домброва.                           |                            |
| Файл:-                                                  |                            |
| 1594—1611                                               | Людвік Мортенський         |
| з роду Мортенські гербу Орлині Ноги.                    |                            |
|                                                         |                            |
| 1694—1703                                               | Ян Гнінський               |
| з роду Гнінських гербу Трах. Чернігівський воєвода.     |                            |
|                                                         |                            |
| 1737—1758                                               | Якуб Флоріан Нажимський    |
| з роду Нажимських гербу Доленга. Чернігівський воєвода. |                            |

- 1611—1613	Міхал Конарський
- 1613—1625	Самуель Жалінський
- 1625	Мацей Немоєвський
- 1626—1629	Самуель Конарський
- 1630—1643	Павел Ян Дзялинський
- 1643—1648	Герард Денгофф
- 1648—1656	Людвік Вейгер
- 1656—1665	Станіслав Кобежицький
- 1665—1677	Ян Ігнацій Бонковський
- 1677—1683	Владислав Денгофф
- 1684—1694	Владислав Станіслав Лось
- 1703—1724	Ян Ігнацій Дзялинський
- 1726 Стефан Потоцький
- 1726—1736	Пйотр Ян Чапський

- 1758—1766	Павел Міхал Мостовський
- 1766—1771	Ян Єжи Детльофф Флеммінг
- 1772—1779	Ігнацій Францішек Пшебендовський
- 1779—1790	Фелікс Антоній Лось
- 1790—1795, 1793 (титулярний) 	Юзеф Мір